# Greh
V verskem kontekstu je greh kršitev Božjega zakona. Vsaka kultura ima svojo razlago o tem, kaj pomeni storiti greh. Medtem ko grehi na splošno veljajo za dejanja, lahko vsako misel, besedo ali dejanje, ki velja za nemoralno, sebično, sramotno, škodljivo ali odtujujoče, označimo za grešno.

## Etimološki izvor besede:
Grẹ́h -a m lat.peccatum (10. stol.).  
Staroslovanska beseda grěxъ (greh) prvotno pomeni »nekaj pekočega, pekočina’  Greh je kršitev Božje postave, ki rani človekovo naravo in prizadene škodo človeški solidarnosti.
Vsaka kultura ima svojo interpretacijo, kaj pomeni storiti greh. Čeprav so grehi običajno dejanja, lahko vsako misel, besedo ali dejanje, ki se šteje za nemoralno, sebično, sramotno, škodljivo ali odtujevalno, označimo za grešno.
Za kristjane je greh žalitev Boga ali oddaljevanje človeka od Boga. Ker je Jezus učil ljudi odpuščanja, velika večina kristjanov podpira idejo odpuščanja grehov oziroma očiščenja grehov. V Rimskokatoliški Cerkvi in tudi v precej drugih Cerkvah je očiščenje grehov formalizirano kot zakrament spovedi.

## Greh – univerzalna resničnost
Greh je univerzalna resničnost, v katero so potopljeni tako judje kot pogani (Rim 3,9)

## Nauk Cerkve o grehu
Katekizem katoliške Cerkve opredeljuje greh kot, »žalitev Boga in pregrešitev zoper razum, resnico in pravilno vest«.  Avguštin Lah, slovenski duhovnik, filozof in teolog, pa podaja definicijo, da je greh, »zavrnitev Božje ljubezni in prijateljstva, ki ga Bog nudi človeku.«

## Greh v Svetem pismu
Greh je prišel na svet s padcem človeka, ki je neposlušen Bogu z voljo postati »kakor Bog«, spoznavajoč in določajoč dobro in hudo (1 Mz 3,5). Zgodbi o Adamu in Evi v rajskem vrtu se prvič po stvarjenju pojavi greh s prekršitvijo zapovedi zaužitja sadu z drevesa »spoznanja dobrega in hudega« (1 Mz 2,17) in kršitev Božje zapovedi poruši človekov odnos z Bogom. Posledica greha pa je izgon iz raja.(1 Mz 3,24). 

## Vrste greha

### Mali
Cerkveno izročilo in sveto pismo razlikuje grehe glede na težo greha in sicer na male (odpustljive) in smrtne. Mali (ali odpustljivi) greh pusti, da ljubezen še obstaja, čeprav jo žali in rani, vendar z njim ne odklonimo Božje volje in prijateljskega odnosa z Bogom in ga lahko z Božjo milostjo popravimo.
Mali greh nam oslabi ljubezen in ovira napredek duše. Iz malega premišljenega greha pa ni več daleč do tega, da  storimo smrtni greh.
Človek se malim grehom ne more izogniti, vendar moramo biti previdni, saj se lahko ti mali grehi namnožijo.

### Smrtni greh
Človek s smrtnim grehom odstrani ljubezen iz svojega srca in prekine odnos z Bogom. 
“Ne ubijaj! Ne prešuštvuj! Ne kradi! Ne pričaj po krivem! Ne goljufaj! Spoštuj očeta in mater!” (Mr 10,18). Da je greh smrtni morajo biti izpolnjeni trije pogoji. Katekizem katoliške Cerkve nam podaja opredelitev smrtnega greha. »Smrtni greh je vsak tak greh, katerega vsebina je tehtna, pomembna, in ki ga poleg tega človek stori s polno zavestjo in s premišljeno privolitvijo« (SP 17). 

### Sedem glavnih grehov
S ponavljanjem istih grešnih dejanj nastane grešljivost, tj. trajna nagnjenost h grehu iste vrste.
Korenina vseh grehov je v človekovem srcu. Za vrste grehov in njihovo velikost je odločilen predvsem njihov predmet.
1. napuh
2. lakomnost
3. nečistost
4. nevoščljivost
5. požrešnost
6. jeza
7. lenoba

### Skušnjave in grešno dejanje
Abelard je prepričan, da ne moremo »pripisati odgovornosti oz. krivde tistemu, ki greši iz nevednosti« in da je »vsako dejanje, ki je narejeno proti lastni vesti, greh« Da postane dejanje grešno mora biti storjeno zavestno, z namenom in s svobodno voljo.
Jožefmarija Escriva v knjigi Pot opisuje vzroke za skušnjave, ki nas vodijo v greh so:
»Svet«, materialistično okolje in navezanost na materialno. »hudič«, ki ščuva k grehu, zavaja, zapeljuje in  »meso» ali poželenje.
Ker greh zavrača prepričanje, da smo brezpogojno ljubljeni iščemo lastno potrditev in vrednost v okolju, stvareh in zaradi tega se posvečamo vse to lahko vodi v malikovanje. 

### Krivda
Posledica greha je krivda zaradi katere se obsojamo in dokler se ne soočimo z dejanjem ali konfliktno situacijo, ki v nas povzroča občutke krivde nas bo vest znova opominjala. Krivda je pa lahko tudi pretirana in se zaradi nje lahko začne človek zaničevati, kar vodi v umik v samoto.  Beg pred krivdo ne pomaga ampak sprejetje krivde vodi človeka k spremembi v srcu k odrešenju in k spravi z Bogom in lastno vestjo.

## Krščanstvo

### Hamartiologija
Nauk o grehu je osrednjega pomena za krščanstvo, saj je njegovo osnovno sporočilo o odrešitvi v Kristusu. Krščanska hamartiologija greh opisuje kot kaznivo dejanje zoper Boga tako, da prezira njegove osebe in krščanski svetopisemski zakon ter da rani druge. V krščanskih pogledih gre za zlo človeško dejanje, ki krši tako razumsko naravo človeka kot Božjo naravo in njegovo večno postavo. Po klasični definiciji svetega Avguština iz Hipona je greh »beseda, dejanje ali želja v nasprotju z večnim božjim zakonom.«
Med nekaterimi učenjaki greh večinoma razumemo kot pravno kršitev ali kršitev pogodbe nezavezujočih filozofskih okvirov in perspektiv krščanske etike, zato je odrešenje običajno treba gledati v pravnem smislu. Drugi krščanski učenjaki razumejo greh v osnovi kot razmerje - izgubo ljubezni do krščanskega Boga in dvig ljubezni do samega sebe (v smislu 'poželjivost, pohotnost, požrešnost'), kot je pozneje v svoji razpravi s Pelagijci predlagal Avguštin. Tako kot pri pravni opredelitvi greha tudi ta opredelitev vpliva na razumevanje krščanske milosti in odrešenja, ki ju torej gledamo v relacijskih izrazih.

### Izvirni greh
To stanje je bilo značilno na več načinov, od tako nepomembnega, kot je rahlo pomanjkanje ali nagnjenost k grehu, vendar brez kolektivne krivde, imenovano 'narava greha', do nečesa tako drastičnega, kot je popolna pokvarjenost ali samodejna krivda vseh ljudi s kolektivno krivdo.
Na koncept izvirnega greha je v 2. stoletju prvič omenil Irenej, lyonski škof, v polemiki z nekaterimi dualističnimi gnostiki. Tudi drugi cerkveni očetje, kot je Avguštin, so oblikovali in razvijali nauk, saj so ga razumeli kot utemeljen na novozaveznem nauku apostola Pavla (Rim 5,12-21 in 1 Kor 15,21-22) in starozavezni verzi iz psalmov Ps 51,5. Tertulijan, Ciprijan, Ambrož Milanski in Ambroziaster so menili, da človeštvo sodeluje v Adamovem grehu, ki ga prenaša človeška generacija. Avguštinova formulacija izvirnega greha po 412 n. št. je bila priljubljena med protestantskimi reformatorji, kot sta Martin Luther in Jean Calvin, ki sta izvirni greh izenačila s poželjivostjo, pohotnostjo, požrešnostjo (ali 'škodljivo željo') in potrdila, da je obstajal tudi po krstu in popolnoma uničil svobodo delati dobro. Pred letom 412 n. št. je Avguštin dejal, da je svoboda volje oslabela, vendar je izvirni greh ni uničil. Toda po 412 se je to spremenilo v izgubo svobodne volje, razen v greh. Sodobni avguštinski kalvinizem se drži tega poznejšega stališča. Jansenistično gibanje, ki ga je katoliška cerkev razglasila za heretično, je tudi trdilo, da je izvirni greh uničil svobodo volje. Namesto tega katoliška cerkev izjavlja, da krst izbriše izvirni greh.

### Drugo
Najtežje grehe imenujemo tudi smrtni grehi. Smrtni greh pomeni, da gre hkrati za veliko stvar, za popolno zavedanje grešnosti določenega dejanja in za premišljeno privolitev oziroma odločitev za greh. Odpuščanje smrtnih grehov prejme skesani grešnik po zakramentu krsta ali spovedi. Kdor se smrtnega greha ne pokesa, lahko računa na večno pogubljenje v peklu. Najbolj znane in pogoste smrtne grehe navaja seznam sedmih smrtnih grehov.
Drugi grehi se imenujejo mali grehi. Mali greh je greh v manjši stvari, greh storjen nevede ali nehote.

## Budizem
Obstaja nekaj različnih budističnih pogledov na greh. Ameriški zen avtor Brad Warner trdi, da v budizmu sploh ne obstaja pojem greha. Združenje za izobraževanje Bude Dharme tudi izrecno navaja: »Zamisel o grehu ali izvirnem grehu nima mesta v budizmu.«
Etnolog Christoph von Fürer-Haimendorf je pojasnil: »V budističnem razmišljanju je celotno vesolje, tako človek kot bogovi, podvrženo vladavini prava. Vsako dejanje, dobro ali slabo, ima neizogiben in samodejen učinek v dolgi verigi vzrokov, učinek, ki je neodvisen od volje katerega koli božanstva. Čeprav to morda ne pušča prostora za koncept 'greha' v smislu dejanja kljubovanja avtoriteti osebnega boga, budisti govorijo o 'grehu' do prestopkov proti univerzalnemu moralnemu kodeksu.«
Vendar pa je Anantarika-kamma v teravadskem budizmu grozljiv zločin, ki s karmičnim procesom prinese takojšnjo katastrofo. V budizmu Mahajana se teh pet zločinov imenuje pañcānantarya (Pāli), omenjeni pa so v knjigi Sutra, ki jo je pridigal Buda o popolnem izumrtju Dharme. Pet zločinov ali grehov je:
- Poškodovanje Bude
- Ubijanje Arhata
- Ustvarjanje razkola v družbi Sangha
- Matricid
- Patricid

## Islam
Greh je pomemben koncept v islamski etiki. Muslimani vidijo greh kot vse, kar je v nasprotju z Božjimi ukazi (Alahom), kršitvijo zakonov in norm, ki jih določa religija.  Islam uči, da je greh dejanje in ne stanje bivanja. Verjame se, da Bog na sodni dan tehta posameznikova dobra dela proti njegovim grehom in kaznuje tiste posameznike, katerih zla dejanja odtehtajo njihova dobra dela. Ti posamezniki naj bi bili obsojeni na posmrtno življenje v požarih jahannama (pekel).
Islamski izrazi za greh so dhanb in khaṭīʾa, ki sta sinonima in se nanašata na namerne grehe; khiṭʾ, kar pomeni preprosto greh in ithm, ki se uporablja za hude grehe.